# SCIM

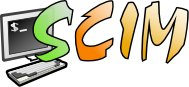
SCIM 로고

SCIM(Smart Common Input Method)은 30개 이상의 언어(CJK와 각종 유럽어)를 지원하는 POSIX 스타일 운영 체제(리눅스나 BSD를 포함)를 위한 입력기 플랫폼이다.
SCIM은 입력기(input method, 줄여서 IM) 개발을 쉽게 하는 개발 플랫폼이다. 구조가 매우 명확하다는 장점이 있고, 상당히 간결하고 강력한 프로그래밍 인터페이스를 제공한다.
SCIM은 C++로 작성한 공용 입력기 플랫폼이다. 입력기 인터페이스를 여러 계층으로 추상화하고, 계층들을 가능한 한 단순하고 서로 종속되지 않도록 한다. 이런 단순한 인터페이스로 인해, 개발자는 자신의 입력기를 몇 줄의 코드로 쉽게 작성할 수 있다.
SCIM은 모듈화가 잘 되어 있다. 대부분의 컴포넌트는 동적으로 로드할 수 있는 모듈로 구현하였기 때문에, 실행 시간에도 마음대로 로드할 수 있다. 예를 들어, SCIM용 입력기 중에는 입력기 엔진 모듈도 있는데, 사용자는 다른 환경에서 그 입력기 엔진 모듈을 다시 만들거나 다시 컴파일하지 않고도 다른 인터페이스 모듈(프런트엔드)와 결합하여 사용할 수 있다.
SCIM은 XIM이나 IIIMF보다 높은 계층에 있는 라이브러러지만, 인터페이스는 더 간단하다. 그리고 XIM이나 심지어 IIIMF하고도 같이 동작할 수 있다. SCIM은 GTK+2 immodule이나Qt immodule처럼 특정 클라이언트에 특화한 입력기 인터페이스를 지원할 수 있다.
SCIM을 KDE에 최적화하는 것을 목표로 개발되는 프로젝트인 SKIM도 있다.

## SCIM의 주요 특징
- C++로 기록한 완전한 객체지향 구조.
- 높은 모듈화.
- 매우 유연한 구조, C/S 입력기 환경처럼 동적으로 로드하는 라이브러리를 사용할 수 있음.
- 단순한 프로그래밍 인터페이스.
- UCS-4/UTF-8인코딩으로 완전한 국제화 지원.
- 다양하고 편리한 유틸리티 기능을 포함하여 개발이 빠름.
- 수많은 기능을 포함한 그래픽 사용자 인터페이스 패널.
- 통합된 환경 설정 프레임워크.
- scim-hangul 0.3.0이상의 버전에서 일본어 방식의 한자입력을 지원한다.[1]
- 특수 문자 입력 기능(0.3.0~0.3.1까지는 이 기능이 제거되었으나 0.3.2 버전에서 다시 추가되었다. 자음 하나를 입력하고 F9키를 누르면 된다.)

## SCIM의 목적
- 현재 가능한 입력기 라이브러리를 위한 통합된 프런트엔드로 동작. 현재 uim과 m17n 라이브러리와 연동할 수 있음.
- IIIMF 입력기 프레임워크의 언어 엔진으로 동작.
- 가능한 한 다양한 고유 입력기 엔진 제공.
- 가능한 한 다양한 입력기 프로토콜/인터페이스 지원 가능.
- 가능한 한 다양한 운영체제 지원.

## 같이 보기
- 입력기
- 유닉스 플랫폼 입력기 목록
- uim